# Marcellino Corio
Marcellino Corio (Milano, 6 settembre 1664 – Roma, 20 febbraio 1742) è stato un cardinale italiano.

## Biografia
Nato il 6 settembre 1664, Papa Clemente XII lo elevò al rango di cardinale nel concistoro del 15 luglio 1739. Morì il 20 febbraio 1742 all'età di 77 anni.